# Три съдби
„Три съдби“ (на испански: Tres destinos) е пуерториканска теленовела, създадена от Анхел дел Серо, режисирана от Ибрайм Гера и Сантяго Пумарола и продуцирана от Карлос Дурбаян за Телемундо, заснета през 1993 г. на различни локации в Пуерто Рико, Мексико и Лос Анджелис.
Протагонисти са мексиканката Алехандра Малдонадо и пуерториканецът Освалдо Риос, а антагонисти - Родолфо де Анда и Ирма Инфанте. Специално участие вземат актьорите Луми Кавасос, Каридад Равело и Едгардо Гаскон.

## Сюжет
Това е историята на три жени, които са обединени и разделени от един и същи мъж, като се преплитат всички необходими елементи - интрига, страст, отмъщение, омраза, нежност и любов. В живота на трите сестри - Габриела, Марсела и Кристина, внезапно се появява баща им, който сега се сеща за своите дъщери, когато е напът да се срещне със Създателя. Хуан Карлос е син на Рехина, който ще разбие сърцата на трите сестри и ще се превърне в жертва на жестокостта на своята майка.

## Актьори
- Алехандра Малдонадо - Габриела
- Освалдо Риос - Хуан Карлос
- Родолфо де Анда - Рамиро Гарсес
- Едгардо Гаскон - Даниел Корона
- Луми Кавасос - Кристина Сантос
- Каридад Раверо - Марсела
- Ирма Инфанте - Рехина
- Луси Боскана - Майка Асунсион
- Мерседес Сикардо - Антония
- Анхела Мейер - Рита
- Анхелика Солер - Бриджит
- Педро Хуан Фигероа - Ривера
- Самуел Молина - Томас
- Ребека Силва - Ракел
- Лено Ферер - Алдемаро де ла Роса
- Адамари Лопес
- Марикармен Авилес
- Джери Сегара
- Густаво Родригес
- Хорхе Кастро
- Алба Ракел Барос
- Ирма Дорантес
- Карлос Естебан Фонсека
- Мани Хирони
- Джени Монталво
- Сандра Ривера
- Олга Сесто
- Джил Виера
- Магда Роман - Айде Рамирес
- Рубен Сола

## В България
В България сериалът е третият излъчен латиноамерикански по Нова телевизия през 1995 г. след „Прокълнатият роб“ и „Усмивката на гущера“. Успоредно е излъчен и по Евроком.
| Преводачи          | Райка Костакиева Екатерина Късметлийска Венета Сиракова Румяна Попова Даниела Радичкова Станимир Мичев Димитрина Янева |
| Редактор           | Евгения Стайнова |
| Тонрежисьор        | Румяна Гунинска |
| Озвучаващи артисти | Венета Зюмбюлева Милена Живкова Калина Попова Силвия Русинова Силви Стоицов Димитър Герасимов Иван Танев Васил Бинев   |